# Deogràcies Civit i Vallverdú
Deogràcies Civit i Vallverdú (l'Espluga Calba, Garrigues, 22 de març de 1900 - Mèxic, 3 de març de 1990) fou un esportista, escultor i nacionalista català. De petit es traslladà a Montblanc i estudià a l'Escola de la Llotja de Barcelona. Destacà en curses de mig fons com a atleta del FC Barcelona i va fer algunes exposicions de les seves escultures.
Membre d'Estat Català i de la Societat d'Estudis Militars, formà part de l'escamot de la Bandera Negra que organitzà el complot del Garraf el 1926. Fou detingut i condemnat a 12 anys de presó, però el 1930 fou amnistiat com els altres set membres del grup. Ingressà a ERC i fou cap d'un dels casals del partit.
Durant la guerra civil espanyola fou l'administrador del Museu de les Arts Decoratives de Barcelona, i en acabar va exiliar-se a Mèxic, on es dedicà a la venda de xocolata i participà en les activitats de l'Orfeó Català de Mèxic i la Conferència Nacional Catalana de 1953.